# Bematistes insolita
Bematistes insolita är en fjärilsart som beskrevs av Le Doux 1937. Bematistes insolita ingår i släktet Bematistes och familjen praktfjärilar. Inga underarter finns listade i Catalogue of Life.